# Фиуджи
Фиу̀джи (на италиански: Fiuggi, на местен диалект Fiujo, Фиуйо, до 1911 г. Anticoli di Campagna, Антиколи ди Кампаня) е град и община в Централна Италия, провинция Фрозиноне, регион Лацио. Разположен е на 747 m надморска височина. Населението на общината е 9755 души (към 2010 г.).